# Johan Baptist Spanoghe
 Johan Baptist Spanoghe (Madras, 1798 - Pekalongan, Java 22 de abril de 1838 ) fue un botánico y explorador británico.
De origen belga, ingresa al Servicio D.E. India" en 1816, y sería dsignado Asistente Residente de las Divisiones sureñas de la Residencia Bantam en Java occidental en 1821. Hacia 1827 1828 va enfermando y cobra entonces solo la mitad de su sueldo; en 1831 va a Timor, en cuyas islas es Residente Activo de 1833 a 1834; y a continuación vuelve a enfermar y a recibir media paga. En 1836 retorna a Java, y es honorablemente retirado al siguiente año. A posteriori se instala en Pekalongan.

## Algunas publicaciones
- ‘Catalogue of the plants found on Timor and the neighbouring islands’ (l.c. 1, 1835, p. 344-351); ‘Prodromus florae timorensis’ (Linneaa 15, 1841, p. 161-208, 314-350, 476-480)

## Honores
En su honor se nombra al género:
- Spanoghea Blume 1847[1]

y numerosas especies.
- La abreviatura «Span.» se emplea para indicar a Johan Baptist Spanoghe como autoridad en la descripción y clasificación científica de los vegetales.[2]